# LAROM
LAROM — румунська реактивна система залпового вогню. Була розроблена спільно румунською компанією «Аеростар» та ізраїльською IMI на замовлення Міністерства оборони Румунії. Являє собою подальший розвиток румунської РСЗВ APRA-40, яка є модифікованим варіантом радянської БМ-21 «Град».

## Історія
Проект LAROM було розпочато у 2000 році. У 2002 році бойову машину було прийнято на озброєння румунської армії. Надалі Румунія має намір модернізувати всі 160 наявних систем APRA-40. Також «Аеростар» пропонує модернізацію будь-якої системи «Град» до стандарту LAROM, проте Румунія наразі є єдиним оператором цієї системи.

## Опис
Пускова установка LAROM встановлена на різних шасі армійських вантажівок підвищеної прохідності марки Roman серії DAC (665T, 25.360, 26.410). На одній машині встановлено два пускові контейнери.
Пускові контейнери LAROM розроблені у двох калібрах:
- 20-ствольний для ведення вогню 122-мм стандартними ракетами «Град»;

- 13-ствольний для ведення вогню 160-мм ракетами IMI LAR Mk.4.

Ракети LAR Mk.4 мають вдвічі більшу дальність вогню в порівнянні з системою «Град». Максимальна дальність вогню 160-мм ракети сягає 45 км. LAR Mk.4 використовуються з осколково-фугасними або касетними боєголовками. Останні мають протипіхотні чи протитанкові суббоєприпаси.
Оператор може здійснювати запуск ракет із кабіни вантажівки або на відстані до 50 м від неї. LAROM може стріляти одиночними пострілами, частковим чи повним залпом. При створенні РСЗВ LAROM було використано передові артилерійські системи управління та контролю.
Перезаряджання здійснюється за допомогою допоміжної машини постачання боєприпасів.

## Країни-експлуатанти
- — в 2020 році — 54 шт.[1]